# Notatki Dobrzyckie
Notatki Dobrzyckie – biuletyn wydawany przez Towarzystwo Miłośników Ziemi Dobrzyckiej oraz dzięki wsparciu sponsorów, w tym Urzędu Gminy Dobrzyca, OSP w Dobrzycy i Starostwa Powiatowego w Pleszewie. Od roku 1990 w nakładzie 500 egz., poświęcony przede wszystkim Dobrzycy i miejscowościom gminy Dobrzyca.
Z inicjatywy zespołu redakcyjnego i dzięki jego staraniom wydana została Dobrzyca – monografja historyczna ("Notatki Dobrzyckie" nr 25) napisana w latach 1945–1946 przez ówczesnego proboszcza dobrzyckiej parafii ks. Stanisława Śniatałę.